# Bandstaartoropendola
De bandstaartoropendola (Cacicus latirostris; synoniem: Ocyalus latirostris) is een zangvogel uit de familie Icteridae (troepialen).

## Verspreiding en leefgebied
Deze soort komt voor van zuidoostelijk Colombia tot noordoostelijk Peru en uiterst westelijk Brazilië.